# Bortom alla ord
Bortom alla ord (originaltitel: Children of a Lesser God) är amerikansk dramafilm från 1986 i regi av Randa Haines. Filmen hade svensk premiär den 27 februari 1987. 
Marlee Matlin som spelar den döva vann en Oscar i klassen bästa kvinnliga huvudroll. Filmen var nominerad i ytterligare fem kategorier. Marlee Matlin vann även en Golden Globe i samma kategori.
Filmen är baserad på en pjäs av Mark Medoff. 

## Handling
John Leeds (William Hurt) tar arbete på en avlägset belägen skola för döva. Framgångsrikt lär han en grupp tonåringar att tala. Snart träffar han på den vackra Sarah (Marlee Matlin), en envis ung kvinna som tidigare gått i skolan, men nu jobbar där som städerska. Hon är både vacker och begåvad, och John bestämmer sig för att försöka få henne att tala, något ingen tidigare lyckats med. De två blir snart förälskade i varandra, men det dröjer inte länge innan de märker att i ett förhållande måste man både ge och ta.